# Coppa delle Coppe 1985-1986 (hockey su pista)
La Coppa delle Coppe 1985-1986 è stata la 10ª edizione dell'omonima competizione europea di hockey su pista riservata alle squadre di club. Il torneo ha avuto inizio il 3 maggio e si è concluso il 28 giugno 1986. Il titolo è stato conquistato dai portoghesi della Sanjoanense per la prima volta nella loro storia sconfiggendo in finale i connazionali dello Sporting CP. In quanto squadra vincitrice, la Sanjoanense ha ottenuto anche il diritto di partecipare alla Supercoppa d'Europa.

## Squadre partecipanti
| Nazione        | Club         | Città                | Qualificazione                                 |
| -------------- | ------------ | -------------------- | ---------------------------------------------- |
| Francia        | La Vendéenne | La Roche-sur-Yon     | 2º in 1ere Division 1985                       |
| Germania Ovest | Iserlohn     | Iserlohn             | 2º in 1 Bundesliga 1985                        |
| Italia         | Pordenone    | Pordenone            | Finalista della Coppa Italia 1984-1985         |
| Paesi Bassi    | Lichtstad    | Eindhoven            | 2º in 1ª Klasse 1985                           |
| Portogallo     | Sanjoanense  | São João da Madeira  | Finalista della Coppa del Portogallo 1984-1985 |
| Portogallo     | Sporting CP  | Lisbona              | Detentore della Coppa delle Coppe 1984-1985    |
| Spagna         | Noia         | Sant Sadurní d'Anoia | Semifinalista della Coppa del Re 1985          |
| Svizzera       | Ginevra      | Ginevra              | Detentore della Coppa di Svizzera 1985         |

## Risultati

### Quarti di finale
| Squadra 1   | Totale  | Squadra 2    | Andata | Ritorno |
| ----------- | ------- | ------------ | ------ | ------- |
| Ginevra     | 18 - 11 | La Vendéenne | 10 - 4 | 8 - 7   |
| Lichtstad   | 10 - 11 | Sporting CP  | 8 - 7  | 2 - 4   |
| Noia        | 13 - 9  | Pordenone    | 8 - 3  | 5 - 6   |
| Sanjoanense | 17 - 10 | Iserlohn     | 11 - 5 | 6 - 5   |

### Semifinali
| Squadra 1   | Totale  | Squadra 2   | Andata | Ritorno |
| ----------- | ------- | ----------- | ------ | ------- |
| Noia        | 9 - 10  | Sporting CP | 4 - 2  | 5 - 8   |
| Sanjoanense | 31 - 10 | Ginevra     | 17 - 1 | 14 - 9  |

### Finale
| Squadra 1   | Totale | Squadra 2   | Andata | Ritorno |
| ----------- | ------ | ----------- | ------ | ------- |
| Sporting CP | 9 - 12 | Sanjoanense | 3 - 3  | 6 - 9   |

#### Andata
| Lisbona 21 giugno 1986 | Sporting CP | 3 – 3 | Sanjoanense |  |

#### Ritorno
| São João da Madeira 28 giugno 1986 | Sanjoanense | 9 – 6 | Sporting CP |  |